# 尾羽龍科
尾羽龍科（Caudipteridae）是偷蛋龍下目的一科，生存於白堊紀早期的中國。目前包含尾羽龍、似尾羽龍、刑天龙属 ，化石分別發現於義縣組與九佛堂組，生存於1億2500萬到1億2000萬年前。尾羽龍的鑑定特徵是，尾巴末端具有尾綜骨；現代鳥類的尾綜骨，是羽毛的附著處。目前還沒有關此演化支的定義。
第一個命名的尾羽龍科是鄒氏尾羽龍（C. zoui），是在1998年命名在；2000年，第二個種董氏尾羽龍（C. dongi）被命名，同時也建立了尾羽龍科。尾羽龍科一度只包含尾羽龍屬，直到2008年，第二個屬義縣似尾羽龍（S. yixianensis）被建立。2019年，遼寧義县組發現第三種尾羽龍科――干戚刑天龍。